# دانيال أوتشوا
دانيال أوتشوا (بالألمانية: Daniel Ochoa)‏ هو مغني أوبرا ومغني ألماني، ولد في 17 أغسطس 1979 في زانغرهاوزن في ألمانيا.